# Реактор IV покоління
Реактори четвертого покоління — це набір конструкцій ядерних реакторів, які зараз досліджуються для комерційного застосування Міжнародним форумом покоління IV. Їх мотивують різноманітні цілі, включаючи підвищення безпеки, стійкості, ефективності та вартості.
Найбільш розроблена конструкція реактора IV покоління, реактор на швидких нейтронах з натрієвим теплоносієм, отримала найбільшу частку фінансування протягом багатьох років, оскільки в Росії працювали ряд демонстраційних установок, а також два комерційні реактори. Одна з них знаходиться в комерційній експлуатації з 1981 року Основний аспект проекту реактора четвертого покоління стосується розробки сталого замкнутого паливного циклу для реактора. Реактор на розплавах солей, менш розвинена технологія, вважається потенційно найбільш безпечною серед шести моделей.
Конструкції дуже високотемпературних реакторів працюють при набагато вищих температурах. Це дозволяє проводити високотемпературний електроліз або сірко-йодний цикл для ефективного виробництва водню та синтезу палива з нейтральним вмістом вуглецю.
Перші комерційні установки очікуються не раніше 2040—2050 років, хоча Всесвітня ядерна асоціація припускає, що деякі з них можуть ввести в експлуатацію до 2030 року.
На даний момент більшість реакторів, що експлуатуються в усьому світі, вважаються реакторними системами другого покоління, оскільки переважна більшість систем першого покоління були виведені з експлуатації деякий час тому, а станом на 2021 рік є лише кілька реакторів покоління III. Реактори V покоління відносяться до реакторів, які є чисто теоретичними, і тому ще не вважаються можливими в короткостроковій перспективі, що призводить до обмеженого фінансування НДДКР.

## Міжнародний форум покоління IV
Міжнародний форум покоління IV (GIF) був ініційований у січні 2000 року Управлінням ядерної енергетики Міністерства енергетики США (DOE) «як спільне міжнародне зусилля, яке прагне розробити дослідження, необхідні для перевірки доцільності та продуктивність ядерних систем четвертого покоління та зробити їх доступними для промислового розгортання до 2030 року». Він був офіційно заснований у 2001 році.
Станом на 2021 рік активними членами Міжнародного форуму покоління IV (GIF) є: Австралія, Канада, Китай, Європейське співтовариство з атомної енергії (Євратом), Франція, Японія, Росія, Південна Африка, Південна Корея, Швейцарія, Велика Британія та Сполучені Штати. Неактивними членами є Аргентина та Бразилія. Швейцарія приєдналася до форуму в 2002 році, Євратом у 2003 році, Китай і Росія в 2006 році, а Австралія приєдналася до форуму в 2016 році. Решта країни були членами-засновниками.
36-та зустріч GIF у Брюсселі відбулася в листопаді 2013 року Надано короткий огляд конструкцій реактора та діяльності кожного учасника форуму. У січні 2014 року було опубліковано оновлення технологічної дорожньої карти, яка детально описує цілі досліджень і розробок на наступне десятиліття.

## Терміни системи IV покоління
Форум GIF представив різні часові рамки для кожної з шести систем. Дослідження та розробки поділяються на три етапи:
- життєздатність: Перевірка основних понять у відповідних умовах; виявлення та усунення всіх «потенційних технічних перешкод»;
- продуктивність: Перевірка та оптимізація «процесів, явищ і матеріалів інженерного масштабу» в умовах прототипу;
- демонстрація: Завершення і ліцензування детального проекта і виконання будівництва та експлуатації прототипу або демонстраційної системи з метою доведення її до стадії комерційного розгортання.[13]

У 2000 році GIF заявив, що «Після завершення фази продуктивності для кожної системи знадобиться щонайменше шість років і кілька мільярдів доларів США для детального проектування та будівництва демонстраційної системи». У оновленні «дорожньої карти» 2013 року етапи продуктивності та демонстрації були значно перенесені на більш пізні дати, а цілі для етапів комерціалізації не встановлені. Згідно з GIF, «Пройде щонайменше два-три десятиліття до розгортання комерційних систем IV покоління».

## Типи реакторів
Спочатку було розглянуто багато типів реакторів; однак список було скорочено, щоб зосередитися на найбільш перспективних технологіях і тих, які, швидше за все, могли б відповідати цілям ініціативи Gen IV. Три системи номінально є тепловими реакторами, а чотири — реакторами на швидких нейтронах. Дуже високотемпературний реактор (VHTR) також досліджується на предмет потенційного забезпечення високоякісного технологічного тепла для виробництва водню. Реактори на швидких нейтронах пропонують можливість спалювання актиноїдів, щоб ще більше зменшити кількість відходів і мати можливість «виробляти більше палива», ніж вони споживають. Ці системи забезпечують значний прогрес у стійкості, безпеці та надійності, економіці, стійкості до розповсюдження ядерної зброї (залежно від перспективи) та фізичному захисту.

### Реактори на теплових нейтронах
Реактор на теплових нейтронах — це ядерний реактор, який використовує повільні або теплові нейтрони. Сповільнювач нейтронів використовується для уповільнення нейтронів, що випускаються в результаті поділу, щоб зробити більш імовірним їх захоплення паливом.

#### Високотемпературний реактор з газовим охолодженням (HTGR)
Китайський уряд розпочав будівництво демонстраційного високотемпературного реактора на гранульованому паливі HTR-PM 200-МВт у 2012 році як наступника свого HTR-10.

#### Дуже високотемпературний реактор (VHTR)

Дуже високотемпературний реактор

Концепція дуже високотемпературного реактора (VHTR) використовує активну зону з графітовим сповільнювачем з одноразовим урановим паливним циклом з використанням гелію або розплавленої солі як теплоносія. Така конструкція реактора передбачає температуру на виході 1000 °C. Активна зона реактора може бути як призматично-блочною, так і конструкцією реактора на гранульованому паливі. Високі температури дають змогу застосовувати, наприклад, технологічне тепло або виробництво водню за допомогою термохімічного сірко-йодного циклу.
Заплановане будівництво першого VHTR, південноафриканського модульного реактора на гранульованому паливі (PBMR), втратило державне фінансування в лютому 2010 року. Помітне зростання витрат і занепокоєння щодо можливих несподіваних технічних проблем знеохотили потенційних інвесторів і клієнтів.
У 2012 році в рамках конкурсу атомної електростанції наступного покоління Національна лабораторія Айдахо схвалила проект, подібний до призматичного блокового реактора Антарес від Areva, який буде розгорнутий як прототип до 2021 року.

#### Реактор на розплавах солей (MSR)

Реактор на розплавах солей (MSR)

Реактор на розплавах солей — це тип ядерного реактора, в якому первинний теплоносій або навіть саме паливо є сумішшю розплавлених солей. Для цього типу реакторів було запропоновано багато проектів і створено кілька прототипів.
Принцип MSR можна використовувати для теплових, епітеплових реакторів і реакторів на швидких нейтронах. З 2005 року фокус перемістився на MSR на швидких нейтронах (MSFR).
Сучасні концептуальні проекти включають реактори з нейтронами теплового спектра (наприклад IMSR), а також реактори з нейтронами швидкого спектра (наприклад MCSFR).
Ранні концепції теплового спектру та багато сучасних ґрунтуються на ядерному паливі, можливо, тетрафториді урану (UF4) або тетрафториді торію (ThF4), розчиненому в розплавлених фторидах. Рідина досягне критичності, потрапивши в активну зону, де графіт буде служити сповільнювачем. Багато сучасних концепцій покладаються на паливо, яке диспергується в графітовій матриці з розплавленою сіллю, що забезпечує охолодження низького тиску та високої температури. Ці концепції Gen IV MSR часто точніше називають епітепловим реактором, ніж реактором на теплових нейтронах, через середню швидкість нейтронів, які викликають події поділу в його паливі, швидші, ніж теплові нейтрони.
Концептуальні проекти MSR швидкого спектру (наприклад MCSFR) усувають графітовий сповільнювач. Вони досягають критичності, маючи достатній обсяг солі з достатньою кількістю матеріалу, що розщеплюється. Будучи реакторами на швидких нейтронах, вони можуть споживати набагато більше палива і залишати лише короткочасні відходи.
У той час як більшість проектів MSR в основному отримані від експерименту з реактором на розплавлених солях (MSRE) 1960-х років, варіанти технології розплавленої солі включають концептуальний подвійний рідинний реактор, який проектується зі свинцем як теплоносієм, але розплавленим солевим паливом, зазвичай як хлорид металу напр. хлорид плутонію(III) для збільшення можливостей замкненого паливного циклу «ядерних відходів». Інші помітні підходи, які суттєво відрізняються від MSRE, включають концепцію стабільного соляного реактора (SSR), яку просуває MOLTEX, яка містить розплавлену сіль у сотнях звичайних твердопаливних стрижнів, які вже добре зарекомендували себе в ядерній промисловості. Цей останній британський проект був визнаний найбільш конкурентоспроможним для розробки малого модульного реактора британською консалтинговою фірмою Energy Process Development у 2015 році.
Інший проект, який розробляється, — реактор на швидких нейтронах із розплавленим хлоридом, запропонований американською компанією з ядерної енергетики та науки TerraPower. Ця концепція реактора змішує рідкий природний уран і розплавлений хлоридний теплоносій разом в активній зоні реактора, досягаючи дуже високих температур, зберігаючи при атмосферний тиск.
Іншою примітною особливістю MSR є можливість використання ядерного спальника теплового спектру. Зазвичай лише реактори швидкого спектру вважалися життєздатними для утилізації або скорочення відпрацьованих ядерних запасів. Теплове спалювання відходів було досягнуто шляхом заміни частини урану у відпрацьованому ядерному паливі на торій. Чистий рівень виробництва трансуранового елемента (наприклад, плутонію та америцію) зменшується нижче норми споживання, таким чином зменшуючи масштаби проблеми зберігання радіоактивних відходів, без проблем розповсюдження ядерної зброї та інших технічних проблем, пов'язаних з реактором на швидких нейтронах.

#### Реактор на надкритичній воді (SCWR)

Реактор на надкритичній воді (SCWR)

Реактор з надкритичною водою (SCWR) — це концепція водного реактора зі зменшеним сповільненням, що через середню швидкість нейтронів, які викликають події поділу в паливі, є швидшими, ніж теплові нейтрони, його точніше називають епітетепловим реактором ніж тепловим реактором. Робочою рідиною використовується надкритична вода. SCWR — це в основному легководяні реактори (LWR), що працюють при більш високому тиску і температурах з прямим, одноразовим циклом теплообміну. Як зазвичай передбачається, він буде працювати в прямому циклі, подібно до киплячого реактора (BWR), але оскільки він використовує надкритичну воду (не плутати з критичною масою) як робочу рідину, він матиме лише одну водну фазу. що робить надкритичний метод теплообміну більш схожим на водно-водяний реактор (PWR). Він міг працювати при набагато вищих температурах, ніж сучасні PWR і BWR.
Реактори з надкритичною водою (SCWR) є перспективними передовими ядерними системами через їх високий тепловий ККД (тобто близько 45 % проти приблизно 33 % ККД для поточних LWR) і значне спрощення установки.
Основна місія SCWR — виробництво недорогої електроенергії. Він побудований на двох перевірених технологіях: LWR, які є найбільш поширеними генеруючими реакторами в світі, і котлах, що працюють на викопному паливі, велика кількість яких також використовується в усьому світі. Концепцію SCWR досліджують 32 організації в 13 країнах. 
Оскільки SCWR є водяними реакторами, вони також мають небезпеку парового вибуху та викиду радіоактивної пари, як BWR і LWR, а також потребу у надзвичайно дорогих важких посудинах під тиском, трубах, клапанах і насосах. Ці спільні проблеми за своєю суттю є більш серйозними для SCWR через роботу при більш високих температурах.
Розробляється проект SCWR ВВЕР -1700/393 (ВВЕР-SCWR або ВВЕР-СКД) — російський реактор із надкритичною водою із подвійним входом активної зони та коефіцієнтом розмноження 0,95.

### Реактори на швидких нейтронах
Реактор на швидких нейтронах безпосередньо використовує швидкі нейтрони, що випромінюються при поділі, без сповільнення. На відміну від реакторів на теплових нейтронах, реактори на швидких нейтронах можуть бути налаштовані на «спалювання» або поділ всіх актинідів і приділити достатньо часу, отже, різко зменшити частку актинідів у відпрацьованому ядерному паливі, що виробляється сучасним світовим парком легководних реакторів на теплових нейтронах, таким чином замикаючи ядерний паливний цикл. Крім того, якщо вони налаштовані інакше, вони також можуть виробляти більше актинідного палива, ніж вони споживають.

#### Реактор на швидких нейтронах з газовим охолодженням (GFR)

Реактор на швидких нейтронах з газовим охолодженням (GFR)

Система реактора на швидких нейтронах з газовим охолодженням (GFR) має спектр швидких нейтронів і замкнутий паливний цикл для ефективного перетворення урану для відтворення та управління актинідами. Реактор охолоджується гелієм і має температуру на виході 850 °C це еволюція дуже високотемпературного реактора (VHTR) до більш стійкого паливного циклу. Він використовуватиме газову турбіну прямого циклу Брайтона для високої теплової ефективності. Розглядаються кілька форм палива для їхньої здатності працювати при дуже високих температурах і забезпечувати відмінне утримання продуктів поділу: композитне керамічне паливо, передові паливні частинки або керамічні покриті елементами актинідних сполук. Розглядаються конфігурації активної зони на основі штирькових або пластинчастих паливних збірок або призматичних блоків.
Європейська стійка ядерна промислова ініціатива профінансувала три реакторні системи четвертого покоління, одна з яких — реактор на швидких нейтронах з газовим охолодженням під назвою Allegro, 100 МВт(т), який планується побудувати в країні Центральної або Східної Європи. Центральноєвропейська Вишеградська група прагне розвивати цю технологію. У 2013 році німецькі, британські та французькі інститути завершили 3-річне спільне дослідження щодо наступного проектування в промисловому масштабі, відомого як GoFastR. Вони були профінансовані 7-ю рамковою програмою ЄС FWP з метою створення стійкого VHTR.

#### Реактор на швидких нейтронах з натрієвим теплоносієм (SFR)

Конструкція басейнового реактора на швидких нейтронах з натрієвим охолодженням (SFR)

Два найбільших комерційних реактора на швидких нейтронах з натрієвим теплоносієм знаходяться в Росії, БН-600 і БН-800 (800 МВт). Найбільшим з коли-небудь експлуатованих був реактор Superphénix з потужністю понад 1200 МВт, який успішно працював протягом кількох років у Франції, перш ніж був виведений з експлуатації в 1996 році. В Індії Fast Breeder Test Reactor (FBTR) досяг критичності в жовтні 1985 року. У вересні 2002 року ефективність вигоряння палива в FBTR вперше досягла позначки 100 000 мегават-днів на метричну тонну урану (MWd/MTU). Це вважається важливою віхою в індійській технології реакторів-розмножувачів. Використовуючи досвід, отриманий в результаті експлуатації FBTR, Prototype Fast Breeder Reactor, будується реактор на швидких нейтронах з натрієвим теплоносієм потужністю 500 МВт вартістю 5677 крор індійських рупій (~900 мільйонів доларів США). Після численних затримок уряд повідомив у березні 2020 року, що реактор може запрацювати лише в грудні 2021 року. Після PFBR будуть ще шість комерційних реакторів-розмножувачів на швидких нейтронах (CFBR) по 600 МВт кожен.
Gen IV SFR є проектом, який базується на двох існуючих проектах для FBR з натрієвим теплоносієм, реактора-розмножувача на швидких нейтронах розмноження на оксидному паливі та інтегрального реактора на швидких нейтронах з металевим паливом.
Цілі полягають у тому, щоб підвищити ефективність використання урану шляхом розмноження плутонію та усунути потребу в тому, щоб трансуранові ізотопи залишали це місце. У конструкції реактора використовується незагальмована активна зона, що працює на швидких нейтронах, що дозволяє споживати будь-який трансурановий ізотоп (а в деяких випадках використовувати його як паливо). На додаток до переваг видалення трансуранів із довгим періодом напіврозпаду з циклу відходів, паливо SFR розширюється, коли реактор перегрівається, і ланцюгова реакція автоматично сповільнюється. Таким чином, він пасивно безпечний.
Одна концепція реактора SFR охолоджується рідким натрієм і живиться металевим сплавом урану і плутонію або відпрацьованим ядерним паливом, «ядерними відходами» легководних реакторів. Паливо SFR міститься в сталевій оболонці з рідким натрієвим наповнювачем у просторі між плакованими елементами, які утворюють паливну збірку. Однією з проблем проектування SFR є ризики поводження з натрієм, який реагує вибухово, якщо контактує з водою. Однак використання рідкого металу замість води як теплоносія дозволяє системі працювати при атмосферному тиску, зменшуючи ризик витоку.

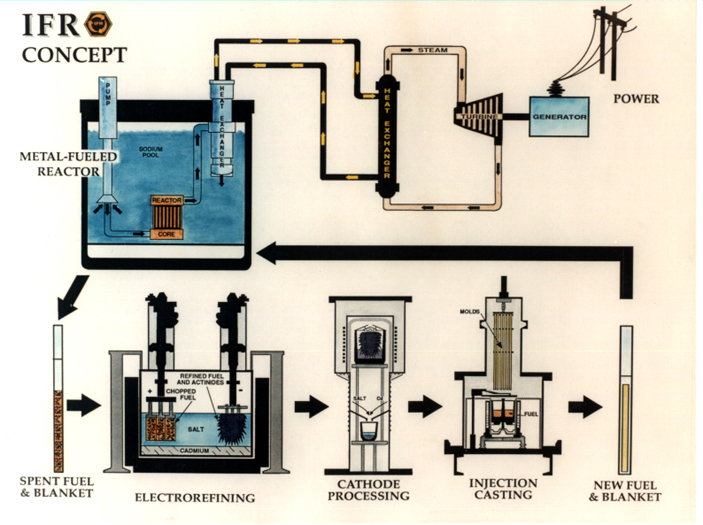
Сталий паливний цикл, запропонований у 1990-х концепція Інтегрального реактора на швидких нейтронах (колір), також доступна анімація технології пірообробки.

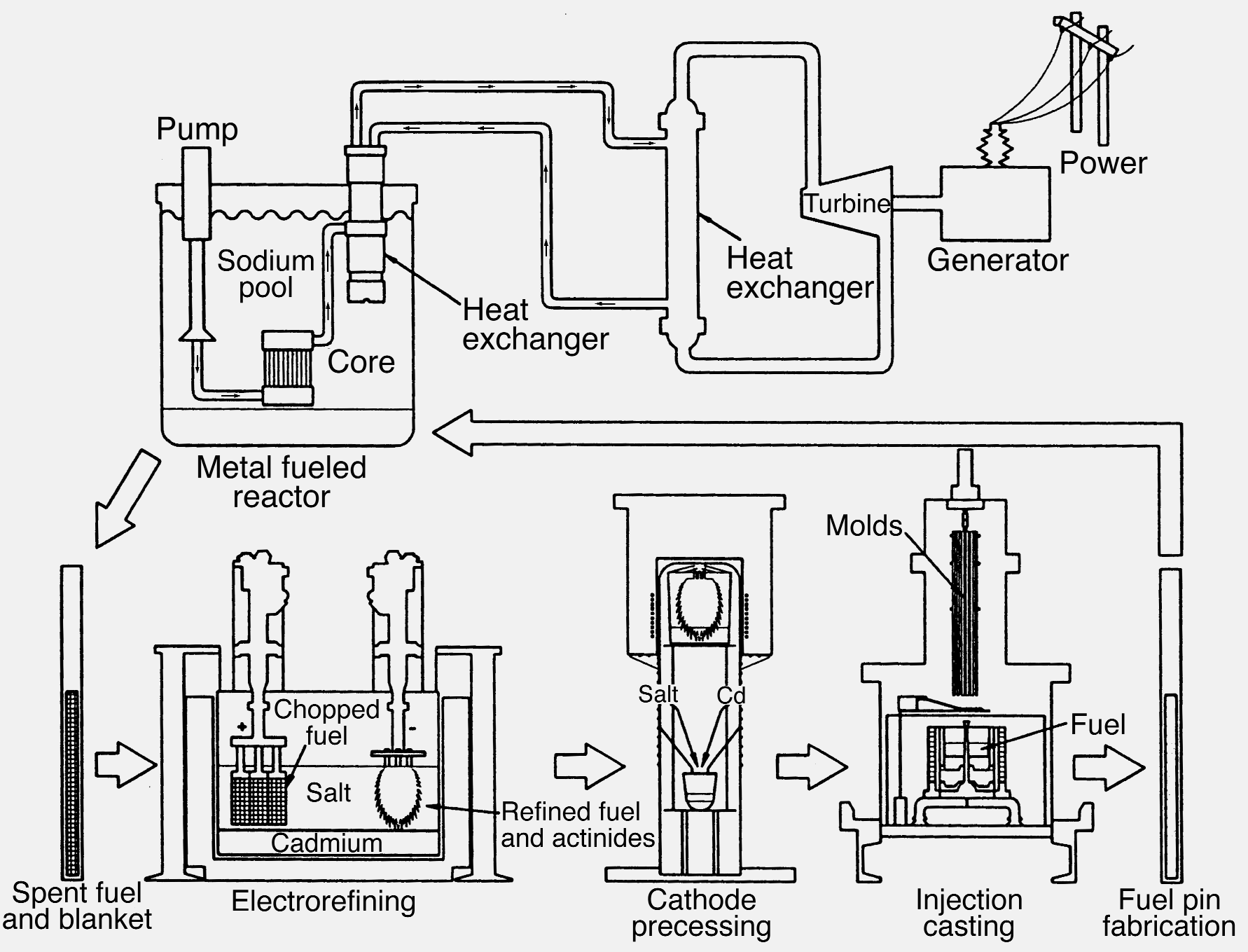
Концепція IFR (чорно-біла з більш чітким текстом)

Європейська стійка ядерна промислова ініціатива профінансувала три реакторні системи IV покоління, однією з яких був реактор на швидких нейтронах з натрієвим охолодженням під назвою ASTRID, передовий натрієвий технічний реактор для промислової демонстрації. Проект ASTRID було скасовано в серпні 2019 року
Численні родоначальники Gen IV SFR існують у всьому світі, а Fast Flux Test Facility потужністю 400 МВт успішно працювала протягом десяти років на заводі Хенфорд у штаті Вашингтон.
20 МВт EBR II успішно працював понад тридцять років у Національній лабораторії Айдахо, поки не був закритий у 1994 році.
Реактор PRISM від GE Hitachi — це модернізована та комерційна реалізація технології, розробленої для інтегрального реактора на швидких нейтронах (IFR), розробленого Аргоннською національною лабораторією між 1984 і 1994 роками. Основною метою PRISM є спалювання відпрацьованого ядерного палива з інших реакторів, а не створення нового палива. Представлена як альтернатива захороненню відпрацьованого палива/відходів, ця конструкція зменшує період напіврозпаду елементів, що розщеплюються, присутніх у відпрацьованому ядерному паливі, одночасно виробляючи електроенергію в основному як побічний продукт.

#### Реактор на швидких нейтронах зі свинцевим теплоносієм (LFR)

Реактор на швидких нейтронах зі свинцевим теплоносієм

Реактор швидких нейтронах зі свинцевим теплоносієм має свинцевий теплоносій або свинцево-вісмутову евтектику (англ. Lead-bismuth eutectic, LBE) реактор із рідкометалевим теплоносієм із замкненим паливним циклом. Варіанти включають діапазон номінальних характеристик заводу, включаючи «батарею» від 50 до 150 МВт електроенергії, яка має дуже довгий інтервал заправки, модульна система розрахована на 300—400 МВт і великий варіант монолітної установки на 1200 МВт (Термін батарея відноситься до довговічного, виготовленого на заводі сердечника, а не до будь-яких засобів для електрохімічного перетворення енергії). Паливо є металевим або на основі нітриду, що містить уран для відтворення і трансуранові елементи. Реактор охолоджується природною конвекцією з температурою теплоносія на виході з реактора 550 °C, можливо, до 800 °C із сучасними матеріалами. Вища температура дозволяє отримувати водень за допомогою термохімічних процесів.
Європейська стійка ядерна промислова ініціатива фінансує три реакторні системи четвертого покоління, одна з яких є реактором на швидких нейтронах із свинцевим охолодженням, який також є підкритичним реактором керованим прискорювачем під назвою MYRRHA, 100 МВт(т), який буде побудовано в Бельгія, будівництво очікується до 2036 року. Модель Мірри зі зменшеною потужністю під назвою Guinevere була запущена в Мол у березні 2009 року У 2012 році дослідницька група повідомила, що Guinevere працює.
Два інших реактора на швидких нейтронах зі свинцевим теплоносієм, які розробляються, — це СВБР-100, модульна концепція реактора на швидких нейтронах із свинцевим теплоносієм потужністю 100 МВт, розроблена ОКБ Гідропрес в Росії, і БРЕСТ-ОД-300 (реактор на швидких нейтронах зі свинцевим теплоносієм) 300 МВт, який буде розроблений після SVBR-100, він обійдеться без покриття для відтворення навколо активної зони і замінить конструкцію реактора БН-600 з натрієвим теплоносієм, щоб нібито забезпечити підвищену стійкість до розповсюдження. У травні 2020 року розпочато підготовчі будівельні роботи

## Переваги і недоліки
Форум GEN IV переходить від парадигми про те, що ядерні аварії можуть статися і їх слід «опанувати» до принципу «виключення аварій». Вони стверджують, що комбінація систем активної та пасивної ядерної безпеки в системах покоління IV була б принаймні такою ж ефективною, як системи покоління III, і зробила б найважчу аварію фізично неможливою, оскільки вони мають притаманну безпеку.
Щодо сучасних технологій атомної електростанції, заявлені переваги реакторів 4-го покоління включають:
- Ядерні відходи, які залишаються радіоактивними протягом кількох століть замість тисячоліть[38]
- У 100—300 разів більше енергії від тієї ж кількості ядерного палива[39]
- Розширений асортимент палива, і навіть неінкапсульоване сире паливо (MSR з негранульованим паливом, LFTR[en]).
- У деяких реакторах можливість споживати наявні ядерні відходи при виробництві електроенергії, тобто замкнутий ядерний паливний цикл. Це підсилює аргументи щодо визнання ядерної енергії відновлюваною енергією.
- Покращені функції безпеки експлуатації, такі як (залежно від конструкції) уникнення роботи під тиском, автоматичне пасивне (без живлення, без керування) зупинки реактора, уникнення водяного охолодження та пов'язаних з цим ризиків втрати води (витоку або кипіння) та утворення/вибуху водню та забруднення охолоджуючої води.

Ядерні реактори не виділяють CO 2 під час роботи, хоча, як і всі джерела енергії з низьким вмістом вуглецю, фаза видобутку та будівництва може призвести до викидів CO 2, якщо джерела енергії, які не є нейтральними до вуглецю (наприклад, викопне паливо), або цементи, що виділяють CO 2 використовуються в процесі будівництва. У огляді Єльського університету 2012 року, опублікованому в Journal of Industrial Ecology, аналізуючи CO2 за оцінкою життєвого циклу (LCA) від ядерної енергетики, сказано, що «сукупна література LCA вказує, що викиди ПГ [парникових газів] життєвого циклу ядерної енергетики становлять лише частку від традиційних викопних джерел і порівнянних з відновлюваними технологіями». Хоча стаття в основному розглядала дані з реакторів покоління II і не аналізувала CO2 до 2050 року з реакторів покоління III, які тоді будувались, у ній йдеться про реактори-розмножувачі на швидких нейтронах: "Обмежена література, яка оцінює цю потенційну технологію майбутнього повідомляє про середній життєвий цикл викидів парникових газів… подібний або нижчий, ніж у легководних реакторів покоління II, і нібито споживає мало або зовсім не споживає уранову руду ".
Специфічний ризик реактора на швидких нейтронах з натрієвим теплоносієм пов'язаний з використанням металевого натрію як теплоносія. У разі порушення натрій вибухонебезпечно реагує з водою. Виправлення порушень також може виявитися небезпечним, оскільки найдешевший благородний газ аргон також використовується для запобігання окислення натрію. Аргон, як і гелій, може витісняти кисень у повітрі і може викликати занепокоєння гіпоксією, тому працівники можуть піддаватися цьому додатковому ризику. Це актуальна проблема, як продемонстрували події на прототипі реактора-розмножувача Монджу в Цурузі, Японія. Використання свинцю або розплавлених солей пом'якшує цю проблему, роблячи теплоносій менш реакційною і забезпечуючи високу температуру замерзання та низький тиск у разі витоку. Недоліками свинцю порівняно з натрієм є набагато вища в'язкість, набагато вища щільність, менша теплоємність і більше продуктів радіоактивної нейтронної активації.
У багатьох випадках вже є великий досвід, накопичений численними доказами концептуальних проектів покоління IV. Наприклад, реактори на АЕС Форт-Сент-Врейн і HTR-10 подібні до запропонованих проектів VHTR покоління IV, а реактор-розмножувач EBR-II, Phénix, БН-600 і БН-800 схожий на запропонований реактор. Проектуються реактори на швидких нейтронах покоління IV з натрієвим теплоносієм.
Інженер-атомник Девід Лохбаум попереджає, що ризики для безпеки можуть бути більшими на перших порах, оскільки оператори реакторів мають мало досвіду з новою конструкцією «проблема з новими реакторами та аваріями є подвійною: виникають сценарії, які неможливо спланувати під час моделювання; і люди роблять помилки». Як сказав один директор дослідницької лабораторії США, «виготовлення, будівництво, експлуатація та обслуговування нових реакторів зіткнеться з крутою кривою навчання: передові технології будуть мати підвищений ризик аварій і помилок. Технологія може бути доведена, але люди ні»

## Таблиця конструкцій
| система | Нейтронний спектр  | Охолоджуюча рідина         | Температура (°C) | Паливний цикл          | Розмір (МВт)                | Приклад розробників |
| ------- | ------------------ | -------------------------- | ---------------- | ---------------------- | --------------------------- | --- |
| VHTR    | Теплові            | гелій                      | 900–1000         | відкритий              | 250–300                     | JAEA (HTTR), Університет Цінхуа (HTR-10), Університет Цінхуа та Китайська ядерна інженерна корпорація (HTR-PM), X-energy |
| SFR     | Швидкі             | натрій                     | 550              | закритий               | 30–150, 300—1500, 1000—2000 | TerraPower (TWR), Toshiba (4S), GE Hitachi Nuclear Energy (PRSM), ОКБМ Африкантова (БН-1200), Китайська національна ядерна корпорація (CNNC) (CFR-600), Центр атомних досліджень Індіри Ганді (Prototype Fast Breeder Reactor) |
| SCWR    | Теплові або швидкі | Вода                       | 510–625          | Відкритий або закритий | 300–700, 1000—1500          | |
| GFR     | Швидкі             | гелій                      | 850              | закритий               | 1200                        | Модуль підсилення енергії |
| LFR     | Швидкі             | Вести                      | 480–800          | закритий               | 20–180, 300—1200, 600—1000  | Росатом (БРЕСТ-ОД-300) |
| MSR     | Швидкі або теплові | Фторидні або хлоридні солі | 700–800          | закритий               | 250, 1000                   | Seaborg Technologies, TerraPower, Elysium Industries, Moltex Energy, Flibe Energy (LFTR), Transatomic Power, Thorium Tech Solution (FUJI MSR), Terrestrial Energy (IMSR), Southern Company                                     |
| DFR     | Швидкі             | Вести                      | 1000             | закритий               | 500–1500                    | Інститут ядерної фізики твердого тіла |